# Dietenhofen
Dietenhofen település Németországban, azon belül Bajorországban. Lakosainak száma 5755 fő (2023. december 31.). Dietenhofen Wilhermsdorf, Großhabersdorf, Heilsbronn, Petersaurach, Bruckberg, Weihenzell, Rügland és Neuhof an der Zenn községekkel határos.

## Népesség
A település népessége az elmúlt években az alábbi módon változott:
| Lakosok száma | 653  | 1162 | 3649 | 4260 | 5508 | 5626 | 5535 | 5558 | 5613 | 5755 |
|               | 1875 | 1950 | 1975 | 1987 | 2012 | 2014 | 2016 | 2017 | 2021 | 2023 |